# Live 8 Londra
Live 8 Londra o Live 8 UK fu uno dei concerti del Live 8 che si è tenuto all'Hyde Park a Londra nel Regno Unito il 2 luglio 2005. Vi presero parte importanti artisti che si esibirono davanti a 200.000 persone. La logistica dello spettacolo è stata gestita dal promoter Harvey Goldsmith.

## Artisti in ordine di apparizione
- Bob Geldof (presentatore)
- Apertura: Paul McCartney con gli U2 - "Sgt. Pepper's Lonely Hearts Club Band"
- U2- "Beautiful Day"/"Blackbird", "Vertigo", "One"/"Unchained Melody" (Platters cover)
- Coldplay - "In My Place/"Rockin' All Over the World (ritornello)", "Bitter Sweet Symphony" (con Richard Ashcroft, cover dei Verve), "Fix You"
- David Walliams e Matt Lucas (presentatori) come Little Britain col nome Lou and Andy.
- Elton John - "The Bitch Is Back", "Saturday Night's Alright for Fighting", "Children Of The Revolution" (con Pete Doherty dei Libertines)
- Bill Gates (presentatore)
- Dido¹ - "White Flag" (Solo), "Thank You" e "Seven Seconds" (con Youssou N'Dour¹ ²)
- Stereophonics - "The Bartender and the Thief/Ace Of Spades (ritornello) (cover dei Motörhead)", "Dakota", "Maybe Tomorrow", "Local Boy in the Photograph"
- Ricky Gervais (presentatore)
- R.E.M. - "Imitation of Life", "Everybody Hurts", "Man on the Moon"
- Kofi Annan (presentatore)
- Ms. Dynamite - "Dy-na-mi-tee", "Redemption Song" (cover di Bob Marley)
- Keane - "Somewhere Only We Know", "Bedshaped"
- Will Smith (presentatore)
- Travis ² - "Sing", "Side"/"Stayin' Alive" (cover dei Bee Gees), "Why Does It Always Rain On Me?"
- Bob Geldof ² - "I Don't Like Mondays"
- Brad Pitt (presentatore)
- Annie Lennox ² - "Why", "Little Bird", "Sweet Dreams" (Eurythmics)
- UB40 - "Food for Thought", "Who You Fighting For?", "Reasons" (con Hunterz & The Dhol Blasters), "Red Red Wine", "Can't Help Falling in Love"
- Snoop Dogg - "Ups & Downs", "Drop It Like It's Hot", "Signs", "The Next Episode", "What's My Name", "Hey Hey"
- Razorlight - "Somewhere Else", "Golden Touch", "In The City"
- Bob Geldof introduce la studentessa di 24 anni etiope Birhan Woldu, poi viene fatto vedere il video del Live Aid.
- Madonna - "Like a Prayer", "Ray of Light", "Music"
- Snow Patrol ² - "Chocolate", "Run"
- The Killers - "All These Things That I've Done"
- Joss Stone - "Super Duper Love", "I Had a Dream", "Some Kind of Wonderful"
- Scissor Sisters - "Laura", "Take Your Mama", "Everybody Wants the Same Thing"
- Velvet Revolver - "Do It For The Kids", "Fall To Pieces", "Slither"
- Lenny Henry (presentatore)
- Sting - "Message In A Bottle" (Police), "Driven To Tears", "Every Breath You Take" (Police) (con testo cambiato)
- Dawn French (presentatore)
- Mariah Carey - "Make It Happen", "Hero" (con l'African Children's Choir), "We Belong Together"
- David Beckham (presentatore)
- Robbie Williams - "We Will Rock You" (cover dei Queen), "Let Me Entertain You/All These Things That I've Done (bridge)", "Feel", "Angels"
- Peter Kay - presentatore, comico, canta a cappella "Is This the Way to Amarillo"
- The Who - "Who Are You", "Won't Get Fooled Again"
- Pink Floyd³ - "Speak to Me/Breathe" "Breathe (Reprise)" (finale di "Time"), "Money", "Wish You Were Here", "Comfortably Numb"
- Paul McCartney - "Get Back", "Drive My Car" (con George Michael), "Helter Skelter", "The Long and Winding Road"/"Hey Jude" (medley), tutte dei Beatles

¹ ha suonato anche al Live 8 Parigi il 2 luglio 2005
² ha suonato anche al Live 8 Edimburgo il 6 luglio 2005
³ Il chitarrista David Gilmour era con Bryan Ferry al Live Aid. I Pink Floyd (con Roger Waters) non suonavano da 24 anni assieme; l'ultimo concerto assieme è del 1981.

## Ospiti
- le figlie di Bob Geldof, Peaches, Pixie and Fifi Trixibelle
- Boris Becker
- David Beckham
- Victoria Beckham
- Laura Parker Bowles
- Michael Buerk
- Faye Dunaway
- Sir David Frost
- Simon Fuller
- Sabrina Guinness
- Jerry Hall
- Josh Hartnett
- Paris Hilton
- Scarlett Johansson
- Ronan Keating
- Jemima Khan
- Paris Latsis
- Peter Mandelson
- Andrew Marr
- Stella McCartney
- Heather Mills
- Neil Morrissey
- Gwyneth Paltrow con la figlia Apple Martin
- Trudie Styler
- Midge Ure
- Jeremy Clarkson
- Sanjeev Bhaskar
- Sir Ian McKellen
- Kathryn Blair (figlia di Tony Blair)

### Maxischermi della BBC
La BBC ha coperto tutto il live, mettendo nelle principali piazze del Regno Unito dei maxischermi.
- Inghilterra:
  - Londra - parte sud di Hyde Park
  - Manchester - Exchange Square
  - Birmingham - Chamberlain Square
  - Birmingham - Cannon Hill Park
  - Liverpool - Clayton Square
  - Hull - Queen Victoria Square
  - Leeds - Millennium Square
  - Gateshead - Gateshead International Stadium
  - Bournemouth - Meyrick Park
  - Plymouth - Armada Way
- Galles:
  - Cardiff - Cooper's Field, Bute Park
  - Wrexham - Queens Square
- Irlanda del Nord:
  - Belfast - Customs House Square
- Scozia:
  - Inverness - Caledonian Stadium
- Isole del Canale:
  - Saint Helier, Jersey - Peoples Park
  - Guernsey - L'Eree